# Jim Van De Laer
Jim Van De Laer (Aarschot, 11 de abril de 1968) fue un ciclista belga profesional de 1989 a 1997.

## Palmarés
1991
- 2.º en el Campeonato de Bélgica en Ruta

1993
- 1 etapa de la Vuelta a los Valles Mineros

1995
- Tour de Baja Austria

## Resultados en Grandes Vueltas y Campeonatos del Mundo
Durante su carrera deportiva consiguió los siguientes puestos en las Grandes Vueltas y en los Campeonatos del Mundo en carretera:
| Carrera         | Carrera         | 1989 | 1990 | 1991 | 1992 | 1993 | 1994 | 1995 | 1996 | 1997 |
| --------------- | --------------- | ---- | ---- | ---- | ---- | ---- | ---- | ---- | ---- | ---- |
|                 | Giro de Italia  | —    | —    | —    | —    | —    | —    | Ab.  | —    | —    |
|                 | Tour de Francia | —    | —    | —    | 30.º | Ab.  | 24.º | 76.º | —    | —    |
|                 | Vuelta a España | —    | —    | 32.º | —    | —    | —    | —    | —    | —    |
| Mundial en Ruta | Mundial en Ruta | —    | —    | —    | Ab.  | —    | Ab.  | —    | —    | —    |

—: No participa

Ab.: Abandono